# Mansour Douissi
Mansour Abdel Douissi – tunezyjski zapaśnik walczący przeważnie w stylu wolnym. Brązowy medalista igrzysk śródziemnomorskich w 1983, a także igrzysk afrykańskich w 1987. Zdobył trzy medale na mistrzostwach Afryki w latach 1981 - 1988. Wicemistrz arabski w 1979, 1983 i 1987. Piąty w Pucharze Świata w 1982 roku.